# Zestawienie podstawowych interwałów
Artykuł zawiera zestawienie podstawowych interwałów. Interwały są ułożone w kolejności rosnącej od prymy czystej do kwintdecymy czystej. W pierwszej kolumnie znajdują się przykłady brzmienia poszczególnych interwałów. W drugiej znajduje się krótki opis zawierający informacje o rozmiarze (podanym w półtonach) interwału i jego przewrocie.